# 一条和矢
一条 和矢（いちじょう かずや、1966年4月11日 - ）は、日本の男性声優。兵庫県神戸市須磨区出身。賢プロダクション所属。
別名義を使わずアダルトゲームに出演する機会も多い。旧芸名は一条 和也。

## 経歴
高校生の頃から創作同人誌を作ったり、ラジオ番組のようなものを勝手に作ってカセットテープに録音していたという。妹と一緒に漫画を読み、アフレコごっこしていたりと今で言うところのカセットブックのようなものを作ったりしていた。機材があったわけではないことから見よう見まねで、自分で構成考えて演出もしていたという。
神戸学院大学時代からアマチュア放送劇団のリーダーとしてボイスドラマ作品を精力的にリリースし、地元の神戸で活躍。当時まだメジャーでなかったボーイズラブ系のボイスドラマにも着手し、自主制作で売上を伸ばしていくうちに、高山みなみ・置鮎龍太郎・堀川りょう・大塚明夫など、知名度の高い声優をゲストに招き、自身を準主役に据えて共演し作品をリリースしていくことでキャリアを重ねる。1992年8月には、アニメディア・アニメV主催の「DRACON’92」で審査員特別賞を獲得。その活躍が神谷明の目にとまり、直接スカウトされたことを受け28歳で上京し現在に至る。1994年にデビューし、1995年、『鬼神童子ZENKI』の犬神狼役で初レギュラーを獲得。同年の『獣戦士ガルキーバ』でも主要キャラクターのグレイファス役でレギュラー出演。
専門学校アートカレッジ神戸声優学科にてCDドラマワークショップを10年にわたり担当。緑川光・成田剣・真田アサミ・優希比呂・久川綾・飯塚昭三・若本規夫・折笠愛・岸尾だいすけ・喜多村英梨・水島大宙・渡辺明乃らをゲスト声優として招き、在学中から学生をプロと共演させることで現場の空気に触れさせている。また地元神戸からプロ声優になった自身の体験を基に、いかにしてデビューするかという教えを学生に説いている。教え子に金元寿子・森永麻衣子・大室佳奈などがいる。

## 特色
声種はハイバリトン。
方言は関西弁、大阪弁、神戸弁。
アニメ、ナレーション、映画の予告、ゲームなどで活躍。山口勝平や榊原ゆいなどと同様、アダルトゲームなどにも別の芸名を使わずそのまま「一条和矢」の名前で出演している。初期作品においては事務所の意向で別名義を使用していた。
趣味はパチンコ、ゲーム。

## 出演
太字はメインキャラクター。

### テレビアニメ
1994年
- 赤ずきんチャチャ（キヨトーラ）
- クレヨンしんちゃん（1994年 - 2023年、ディレクター、ラベンダー増尾、菊井、マスター〈星野小比郎〉、デービット、蟹江楠三、合金是九太 他）
- 忍たま乱太郎（1994年 - 2021年、八味地黄丸〈2代目〉 / 麻根坊、タライ・マワ師、切羽拓郎 他）
- 勇者警察ジェイデッカー（執事）

1995年
- 黄金勇者ゴルドラン（遠山金五郎）
- 怪盗セイント・テール（司会者）
- 鬼神童子ZENKI（犬神狼）
- 獣戦士ガルキーバ（グレイファス）

1996年
- 逮捕しちゃうぞ（ガスマスク男）
- B'T X（鳳・ラフィーネ）
- 名探偵コナン（1996年 - 2021年、山岸栄一、飯島、若王子士郎、佐伯トオル、坂田祐介、青野木亮一、和久刑事、越路直人、井上光夫、志田信久、尾取大策 他）

1997年
- 勇者王ガオガイガー（巨漢）
- 吸血姫美夕（神魔・倣如、神魔・斑輝）
- 超特急ヒカリアン（1997年 - 2000年、セブン）

1998年
- 浦安鉄筋家族（大沢木晴郎、春巻龍、丸山千秋）
- おじゃる丸（1998年 - 、アオベエ、牛、田村マコト、本田一直先生、サム、アオの中将 他）
- セクシーコマンドー外伝 すごいよ!!マサルさん（マチャ彦）
- 超魔神英雄伝ワタル（宿屋の主人、ドリーム）
- ドラえもん（テレビ朝日版第1期）（1998年 - 2002年、外国人、ドラゴンジャー）
- ヨシモトムチッ子物語（エンマムシヤマモト）
- LET'S ぬぷぬぷっ（ナレーション）
- ロスト・ユニバース（ランドー）

1999年
- イソップワールド（イーモン、手下A、ボンゴレ、キツネ）
- いつも心に太陽を!（ユウジ）
- 人形草紙あやつり左近（佐伯勉）
- SURF SIDE HIGH-SCHOOL（三田みちる）
- 週刊ストーリーランド（ライオン、医者、宗念、茂作、刑事、渚の兄、司会者）
- 十兵衛ちゃん（1999年 - 2004年、津村天領〈ミック〉） - 2シリーズ
- 星界の紋章（管制官、カヒュール）
- セラフィムコール（片山ディレクター）
- Di Gi Charat（1999年 - 2001年、店長、先生） - 1シリーズ + 特別編1作品
- デビルマンレディー（男A）
- To Heart（1999年 - 2004年、藤田浩之） - 2シリーズ
- 日本一の男の魂（結城智彦） - 2シリーズ

2000年
- GEAR戦士電童（2000年 - 2001年、メテオ、草薙圭介、ギガグルメイ、グルメイ、クリス）
- 金田一少年の事件簿（犬飼高志）
- ファーブル先生は名探偵（バジール、クリストファ）
- マシュランボー（ギターイ）

2001年
- 激闘!クラッシュギアTURBO（ゴッドボイス）
- 星界の戦旗II（カヒュール）
- RAVE（ランス、ケツプリ団団長〈ワンダフル・ゴッチ〉）

2002年
- あたしンち（2002年 - 2005年、TVの声2、お茶入れのプロ）
- Witch Hunter ROBIN（三沢和哉）
- 神世紀伝マーズ（2002年 - 2003年、アクセル、科学者D、司令官）
- デジモンフロンティア（バロモン）

2003年
- 明日のナージャ（ゲオルグ・ハスキル団長）
- デ・ジ・キャラットにょ（店長、ミッシェルうさだ）

2004年
- 下級生2〜瞳の中の少女たち〜（高大寺助清）
- 機動戦士ガンダムSEED DESTINY（トダカ、ササキ）
- 金色のガッシュベル!!（用心棒）
- 爆裂天使（ジェイ）
- 冒険王ビィト（2004年 - 2005年、ブルーザム、門、ハング 他） - 2シリーズ
- 魔法少女リリカルなのは（2004年 - 2015年、高町士郎、ザフィーラ） - 4シリーズ
- 勇午 〜交渉人〜（シェーキン）

2005年
- 地獄少女（如月刑事）
- ドラえもん（テレビ朝日版第2期）（2005年 - 2025年、珍品堂の声、家、キャスター、コンピューター、グローブ 他）

2006年
- こてんこてんこ（タコボム）
- 史上最強の弟子ケンイチ（大門寺まこと、辻新之助）
- 出ましたっ!パワパフガールズZ（アジモンスター、アイスクリーム屋の親父）
- パッタ ポッタ モン太（モンド、村長）
- ヤマトナデシコ七変化♥（キャプテン・ウィング）

2007年
- ゲゲゲの鬼太郎（第5作）（蛭田）
- シャンプー王子（スポンじい）
- 素敵探偵ラビリンス（越後）
- 瀬戸の花嫁（剣士長）
- 祝!(ハピ☆ラキ)ビックリマン（舟助、キングラビット、たぬ鬼）
- ラブ★コン（校長先生）

2008年
- カオス;ヘッド -CHAOS;HEAD-（判安二）
- 君が主で執事が俺で（刺客1）
- S・A〜スペシャル・エー〜（会長）
- BUS GAMER（前園）

2009年
- ご姉弟物語（2009年 - 2010年、福引き係A、ラーメン店主）

2010年
- 怪談レストラン（妖精父、占い師）
- それでも町は廻っている（案内係）
- ダンス イン ザ ヴァンパイアバンド（西条崇）
- 伝説の勇者の伝説（クラースベル伯爵）
- 咎狗の血（源泉）
- FAIRY TAIL（2010年 - 2019年、ウォーリー・ブキャナン、ホットアイ、ケツプリ団アニキ） - 3シリーズ
- FORTUNE ARTERIAL 赤い約束（青砥正則）

2011年
- 電波女と青春男（前川父）
- ぬらりひょんの孫 千年魔京（狂骨〈父〉）

2012年
- 人類は衰退しました（文化局長）
- 夏目友人帳 肆（六花）
- レゴ ニンジャゴー 〜スピン術バトルの使い手〜（ウー先生、ガーマドン卿）

2013年
- アウトブレイク・カンパニー（ザハール宰相、アレッシオ）
- 義風堂々!! 兼続と慶次（ニセ慶次）
- DD北斗の拳（2013年 - 2015年、ラオウ） - 2シリーズ
- 幕末義人伝 浪漫（大家、永井、ゾンビ〈クロダカンベー〉）
- ONE PIECE（2013年 - 2017年、ブリード、シャーロット・モスカート）

2014年
- 毎度!浦安鉄筋家族（大沢木大鉄、大沢木金鉄、大沢木晴郎、土井津仁、春巻龍、力士）
- まじっく快斗1412
- Re:␣ ハマトラ（夏川）

2015年
- 乱歩奇譚 Game of Laplace（コモダ）
- レーカン!（おじいさん）

2016年
- ジョーカー・ゲーム（スメルシュの暗殺者）
- 不機嫌なモノノケ庵（ミツチグラ）

2017年
- サクラクエスト（久米朋治）
- 喧嘩番長 乙女（園長）
- 信長の忍び（不破光治）

2018年
- 魔法少女 俺（ココロちゃん、室長、旅館社長）

2021年
- 精霊幻想記（2021年 - 2024年、シルドラ） - 2シリーズ

2022年
- CUE!（まさぴー）
- トモダチゲーム（援助交際の男）
- 令和のデ・ジ・キャラット（2022年 - 2023年、店長、侵略宇宙レスラー達、父A、アキハバラのえらい人、転生屋）
- ふしぎ駄菓子屋 銭天堂（教授）
- 名探偵コナン 犯人の犯沢さん（新店長、オーナー）

2023年
- Buddy Daddies（宝石商）
- パズドラ（大トロ星人）
- ひろがるスカイ!プリキュア（2023年 - 2024年、国王）
- 最果てのパラディン 鉄錆の山の王（ハイラム）

2024年
- ザ・ファブル（マスター）
- リンカイ!（澤光正瀧）
- 新米オッサン冒険者、最強パーティに死ぬほど鍛えられて無敵になる。（スネイプ・リザレクト）

2025年
- 悪役令嬢転生おじさん（ヴァルツ親方）
- 日本へようこそエルフさん。（ミュイの祖父）
- Übel Blatt〜ユーベルブラット〜（ラルゴール）
- コウペンちゃん（教えてくれるタイプのシロクマさん）
- ある魔女が死ぬまで（会長）
- Aランクパーティを離脱した俺は、元教え子たちと迷宮深部を目指す。（船長）
- ブサメンガチファイター（桜井平蔵）

### 劇場アニメ
1997年
- 地球が動いた日（ラーメン屋のおやじ）
- 名探偵コナン 時計じかけの摩天楼

1999年
- め組の大吾 火事場のバカヤロー（甘粕士郎）

2000年
- 映画おじゃる丸 約束の夏 おじゃるとせみら（アオベエ）

2001年
- カウボーイビバップ 天国の扉（解析班B）
- Di Gi Charat 星の旅（店長）
- 名探偵コナン 天国へのカウントダウン（検死官）

2012年
- 魔法少女リリカルなのは The MOVIE 2nd A's（ザフィーラ）

2013年
- クレヨンしんちゃん バカうまっ!B級グルメサバイバル!!（串カツの将）
- 豪華3本立て!トミカ・プラレール映画まつり（バッドブラック、ナレーション、警察）

2017年
- 魔法少女リリカルなのは Reflection / Detonation（2017年 - 2018年、ザフィーラ） - 2部作
- 名探偵コナン から紅の恋歌（名頃鹿雄）

2018年
- 映画ドラえもん のび太の宝島（ムッシュ）
- 劇場版 SERVAMP-サーヴァンプ- -Alice in the Garden-（有栖院御門）

### OVA

#### 一般向OVA
1994年
- ぼくはこのまま帰らない（吉成律郎）

1995年
- 新海底軍艦（ボガード）

1996年
- お嬢様捜査網（カーツ）
- 銀河英雄伝説
- 同級生2（西御寺有友）
- ボンバーマン 勇気をありがとう 私が耳になる
- 魔法使いTai!（リンプン、コージン）

1997年
- ヴァリアブル・ジオ（鷲尾）
- B'T X NEO（鳳ラフィーネ）

1998年
- 新世紀GPXサイバーフォーミュラSIN（1998年 - 1999年、天城大介）

1999年
- SAMURAI SPIRITS 2 〜アスラ斬魔伝〜（アスラ）
- Piaキャロットへようこそ!!2 DX（大荷物孝太郎）
- BREAK-AGE（梶谷）

2000年
- ストリートファイターZERO - THE ANIMATION -（ケン）

2001年
- アニメーション制作進行くろみちゃん（針生誠一郎、葉山暢気、ゴウ、ゆめ太ロゴを蹴り出すカンフーの人、星印恐竜 / キャットマン）
- KIZUNA -絆- 恋のから騒ぎ（円城寺圭）
- めだかの学校（田中先生）
- 名探偵コナン 謎のすい星怪獣を追え！（木田徹）

2002年
- フロム I"s アイズ 〜もうひとつの夏の物語〜（市村洋介）

2003年
- Di Gi Charat劇場 ぴよこにおまかせぴょ!（店長）
- とらいあんぐるハート 〜Sweet Songs Forever〜（高町士郎）

2004年
- 夏色の砂時計（芹沢画伯）

2005年
- きらめき☆プロジェクト（2005年 - 2006年、大矢仁）
- 円盤皇女ワるきゅーレ 星霊節の花嫁（和人の父）

2010年
-  瀬戸の花嫁 否苦炒亜怒羅魔 極道の妻 KEJIME（剣士長）

2012年
- タイトロープ（橘健介）

2013年
- 爆走!トミカイザー（バッドブラック、ナレーション、飼育員さん、ヘリコプター隊の隊長）

2014年
- 史上最強の弟子ケンイチ（オーナー） - 単行本第55巻OVA付き特装版

2015年
- 機動戦士ガンダム THE ORIGIN（2015年 - 2018年、ガイア） - 2019年に再編集作品『THE ORIGIN 前夜 赤い彗星』テレビ放送

#### アダルトアニメ
2002年
- 月陽炎（嘉神悠志郎）
- スポットライト 後編（松岡巧）
- 最終痴漢電車（2002年 - 2003年、安西誠）

2003年
- 蒼い告白 第一話 実録・縛られたアイドル
- 大悪司（たまねぎ）
- 恥辱診察室（誠）
- Lingeries（財津）

2004年
- 痴漢者トーマス 痴漢道 その一（遠山万寿夫）
- 冤罪（エバ）

2006年
- MAID iN HEAVEN SuperS（松戸祐介）
- 女系家族 〜淫謀〜（潮恭二）

2017年
- 桃色望遠鏡 Anime Edition（おとうさん）

### Webアニメ
- Starry☆Sky（2010年、老教師）
- ケンガンアシュラ（2019年 - 2023年、室淵剛三[37]） - 3シリーズ[一覧 10]
- 腐男子召喚〜異世界で神獣にハメられました〜（2023年、ジル[38]）

### ゲーム

#### 一般ゲーム
1995年
- 3×3EYES 〜吸精公主〜（ベナレス、梁社長）

1996年
- エクストラブライト（ウィル）
- 3×3EYES 〜吸精公主〜 S（ベナレス）

1997年
- リンダキューブアゲイン（スマイリー）
- ハイブリッドエンジェル（宝生寺竜蔵、宝生寺慶一、宝生寺伝兵衛）

1998年
- カウボーイビバップ（ローダン） - PS版
- SAMURAI SPIRITS 2 アスラ斬魔伝（アスラ、反面のアスラ）
- 新世代ロボット戦記ブレイブサーガ（セルツ・バッハ）
- ルルリ・ラ・ルラ（ピッケ）

1999年
- 剣客異聞録 甦りし蒼紅の刃 サムライスピリッツ新章（幽堕）
- 探偵 神宮寺三郎 灯火が消えぬ間に（韮崎祐一）
- ザ・キング・オブ・ファイターズシリーズ（1999年 - 2020年、ジョン・フーン） - 6作品

2000年
- 探偵紳士DASH!（孔龍）

2001年
- ESCAPE（早乙女麗士）
- GEAR戦士電童（機将ギガグルメイ）

2002年
- アンリミテッド:サガ（クライド・ブラックストーム、オーベルベンド）
- GROOVE ADVENTURE RAVE（ランス、ワンダフルゴッチ） - 2作品

2003年
- SUNRISE WORLD WAR Fromサンライズ英雄譚（グレイファス）
- 星界の戦旗（カヒュール）
- ショコラ 〜maid cafe "curio"〜（榊原宏幸） - DC版
- 刑事 大打撃 〜北の挑戦〜（大打撃）
- それが僕等の恋愛生活（白鐘利広）
- Take off!（相模紫朗）

2004年
- カオスブレイカー
- スーパーロボット大戦MX（機将ギガグルメイ）
- 空の森 〜追憶ノ棲ム館〜（雪村欧彦）
- FANATICA 〜ファナティカ〜（カーティス）

2005年
- ショコラ 〜maid cafe "curio"〜（榊原宏幸）※PS2版
- スーパーロボット大戦MX ポータブル（機将ギガグルメイ）
- ネオジオバトルコロシアム（アスラ）

2006年
- 機動戦士ガンダムSEED DESTINY 連合vs.Z.A.F.T.II（トダカ）
- 喰蝶花（慈十蘭）
- 東京封鎖 〜キミが隣にいた昨日〜（香林店長）
- パルフェ -Chocolat Second Style-（榊原宏幸）
- 薔薇ノ木に薔薇ノ花咲ク 〜Das Versprechen〜（月村幹彦）

2007年
- おじゃる丸DS おじゃるとおけいこ あいうえお（アオベエ）※DS版
- ブラザーズ〜恋するお兄さま〜（影山聡史）
- ブラザーズ〜もっと恋するお兄さま〜（影山聡史）

2008年
- CHAOS;HEAD（判安二）
- 銀のエクリプス（カーティス）
- シークレットゲーム -KILLER QUEEN-（手塚義光、スミス）
- ちゅうちゅうナース（レスタト八神）
- 咎狗の血 TrueBlood（源泉）
- 紅色天井艶妖綺譚（嘉祥）
- ロイヤルズ〜愛しの王子さま〜（サイード・ビン・ジャーシム、カイザー）

2009年
- SDガンダム GGENERATION（2009年 - 2019年、トダカ） - 4作品
- 君の中のパラディアーム（ベルノワール）
- L.I.N.K.〜奇妙な運命に繋がれた者達の、血と涙の謡（うた）。（刺草〈イラクラ〉）
- 桃華月憚 -光風の陵王-（加賀浩人）

2010年
- アザナエル（ジャブル）
- ゾディアック（大鎌すぐる）
- 咎狗の血 True Blood Portable（源泉）
- 二世の契り（武田信玄）
- PANDORA 君の名前を僕は知る（ジョーカー）
- 魔法少女リリカルなのはA's PORTABLE -THE BATTLE OF ACES-（ザフィーラ）

2011年
- スイートロビンガール（シドニー・ハートマン）
- 二世の契り 想い出の先へ（武田信玄）
- fortissimo EXA//Akkord:Bsusvier（轟木鋼）
- 魔法少女リリカルなのはA's PORTABLE -THE GEARS OF DESTINY-（ザフィーラ）

2012年
- SINCLIENT（ゲンイチ・ヒラノ）
- それゆけ!ぶるにゃんマン HARDCORE!!!（ダークぶるにゃんマン、バノン）
- fortissimo EXS//Akkord:nächsten Phase（轟木鋼）

2013年
- 制服の王子様（立原志麻）
- リベリオンズ Secret Game 2nd Stage（黒河正規）

2014年
- 穢翼のユースティア Angel's blessing（ヴァリアス・メイスナー）
- 相州戦神館學園 八命陣 天之刻（神野明影）
- おねだりシェアメイト（甲斐眞太郎）
- Kadenz fermata//Akkord：fortissimo（轟木鋼、師匠）
- 十三支演義 〜偃月三国伝2〜（賈詡）
- もっと姉、ちゃんとしようよっ! +PLUS（明日原士郎、謎の男性）

2017年
- ガンダムバーサス（ガイア）
- レゴニンジャゴー ムービー ザ・ゲーム（ウー先生）

2019年
- ゼルダの伝説 夢をみる島（タリン）
- ガンダムネットワーク大戦（ガイア）

2020年
- 北斗の拳 LEGENDS ReVIVE（カイゼル）
- いっしょにあそぼ〜♪コウペンちゃん（教えてくれるタイプのシロクマさん）

2022年
- 機動戦士ガンダム U.C. ENGAGE（2022年 - 2023年、ガイア、トワニング、ジオン将官、研究者）
- 機動戦士ガンダム アーセナルベース（ガイア）
- 穢翼のユースティア（ヴァリアス・メイスナー）
- やまとまほろば地魂これくしょん（2022年 - 2024年、大和、日向、悉平太郎）※ブラウザゲーム

2024年
- グランブルーファンタジー（辛口審査員）
- 東京放課後サモナーズ（イゴーロナク）

2025年
- ドンキーコング バナンザ（ヘビ長老）

#### アダルトゲーム
2000年
- 奴隷市場（ガリバルディ、ドラクア）

2001年
- 奴隷市場 Renaissance（ガリバルディ、ドラクア）

2002年
- 幻夢館 〜愛欲と凌辱の淫罪〜（今田和善）
- 女系家族（野崎宗介）
- 女郎蜘蛛〜真伝〜（中畑伊佐治）
- 女教師二十三歳（本城隆之）

2003年
- 鏡の中のオルゴール みっつめの物語 [Hänsel und Gretel]（ヘンゼル）
- 星の王女（古賀雅也、相馬隼人）
- Clover Heart's（西園寺先生）
- ANGELIUM -ときめきLOVE GOD-（ハデス）
- 薔薇ノ木ニ薔薇ノ花咲ク（月村幹彦）
- ショコラ 〜maid cafe "curio"〜（榊原宏幸）
- 痴漢者トーマス（遠山万寿夫）
- スーツを脱いだあと…（氷室龍也）

2004年
- くれいどるそんぐ 〜昨日に奏でる明日の唄〜（ガライ・ラスムーン、ヘンリー・ネーヴル）
- Yin-Yang! X Change Alternative（早乙女蓮司）
- 友達以上恋人未満（磯部権造）
- 魔王の娘たち（エルニス）

2005年
- 絶対服従命令（ロウレス・シュトライヒ）
- 痴漢者トーマスII（遠山万寿夫）
- 咎狗の血（源泉）
- パルフェ 〜ショコラ second brew〜（榊原宏幸）
- 夜刀姫斬鬼行（久々津穿）

2006年
- Laughter Land（ダグ）
- キラークイーン（手塚義光）
- ぶらばん! -The bonds of melody-（大河原甚五郎）
- マスカレード 〜地獄学園SO/DO/MU〜（点野一味）
- なつぽち（西園寺）
- バトラーズ〜召しませお嬢様〜（藤盛鉄太）
- バトラーズ〜召しませお嬢様〜ナイトモード（藤盛鉄太）
- 愛と欲望は学園で〜華麗なる夜の舞踏会〜（両国一位）

2007年
- GUN-KATANA（銃刀） ―Non-Human-Killer―（三柴 暁）
- 月光のカルネヴァーレ（グリエルモ）
- スーパー調教師J（J）
- そして明日の世界より――（日向陽）
- 桃華月憚（加賀広人）
- 水泳調教師〜母娘羞恥レッスン（篠原俊夫）

2008年
- ENGAGE LINKS（サイオン＝ルフェ）
- G線上の魔王（西条）
- 闇の声ZERO（池上清彦）
- FORTUNE ARTERIAL（青砥正則）

2009年
- シークレットゲーム -KILLER QUEEN-DEPTH EDITION（手塚義光、スミス）
- 果てしなく青い、この空の下で…。〔完全版〕（穂村辻夫）
- 世界を征服するための、3つの方法（ウルメール・ベティス・フォン・フェスタリトIX世、シフ）
- パンツを見せること、それが…〜 大宇宙の誇り（葛城志郎）
- 仏蘭西少女〜Une fille blanche〜（中畑伊佐治）

2010年
- 魔王を征服するための、666の方法（ウルメール・ベティス・フォン・フェスタリトIV世）
- VESTIGE -刃に残るは君の面影-（西園寺）
- もっと 姉、ちゃんとしようよっ!（明日原士郎、謎の男性、社長）
- airy［F］airy 〜Easter of Sant'Ariccia〜（ガスパーレ・フォルト）
- JINKI EXTEND Re:VISION（小河原両兵）

2011年
- 鬼ごっこ! ファンディスク（西園寺玉彦）
- シークレットゲーム CODE:Revise（黒河正規）
- 大帝国（東郷毅）
- 穢翼のユースティア（ヴァリアス・メイスナー）

2012年
- 中の人などいない! トーキョー・ヒーロー・プロジェクト（西園寺）

2013年
- 天色*アイルノーツ（虎倉博巳）
- 魔導巧殻 〜闇の月女神は導国で詠う〜（ジルタニア・フィズ・メルキアーナ）
- リベリオンズ Secret Game 2nd Stage BOOSTED EDITION（黒河正規）

2014年
- 相州戦神館學園 八命陣（神野明影）
- Clover Day's（西園寺先生）
- おねだりシェアメイト（甲斐 眞太郎）
- それゆけ! ぶるにゃんマン えくすたしー!!!（ダークぶるにゃんマン）

2015年
- 神のラプソディ（魔神ウァピュラ）
- 相州戦神館學園 万仙陣（神野明影）
- ソーサリージョーカーズ（戌亥尚央）

2016年
- そして初恋が妹になる（多々良泰然）
- Clover Day's Plus（西園寺先生）

2017年
- ヘイズマン -THE LOCAL HERO-（ジル＝ペレルリーズ）
- 幕末尽忠報国烈士伝 -MIBURO-（久坂玄瑞、松平忠敏、戸田一心斎、内山彦次郎）

2018年
- RIDDLE JOKER（伊勢篤紀）
- まおてん（アースラ）

2019年
- 若葉色のカルテット

2020年
- 東京24区（三条隼人）

2021年
- まどひ白きの神隠し（スサノオ）

2022年
- ジュエリー・ハーツ・アカデミア -We will wing wonder world-（ギメルロード）

2024年
- D.C.5 Sweet Happiness 〜ダ・カーポ5〜スイートハピネス（鷺澤源蔵）

### ドラマCD
- 穢翼のユースティア（ヴァリアス・メイスナー）
- CHAOS;HEAD ドラマCD -The parallel bootleg-（2008年、判安二）
- そして初恋が妹になる ドラマCD 〜せーしゅんライフ in 美柿野寮〜（2016年、多々良泰然）
- 奇才楽団物語「白之章」（ナレーション・執事総本部長役）
- 奇才楽団物語「ゼクス之章」（ナレーション）
- CHiRAL CAFEへようこそ（源泉）
- 絢爛舞踏祭 オリジナルドラマ3 慈愛号DISC（アイアン・ソブリン）
- 新撰組ドラマCD 壬生狼真伝 -泡雪の章-（芹沢鴨）
- ちょー美女と野獣（バロックヒート）
- TVアニメ「咎狗の血」ドラマCD（源泉）
- となりの801ちゃん2（マリン・エンタテインメント社長、N江の先輩社員）
- DRAGON ERASER -ドラゴン・イレーサー-（城戸京太郎）
- Trinty Blood R.A.M（同2、3）（アベル・ナイトロード）
- 二世の契り ドラマCD 〜IT戦国時代〜（武田信玄）
- 高速エイジ（東雲東）
- 花ざかりの君たちへ（梅田北斗）
- P.B.LオリジナルドラマCD オレ達が勇者さま!?（魔王 ヴォルフ・イン・アルテンターゲン）
- ひぐらしのなく頃に（レナの父）
- 新世紀GPXサイバーフォーミュラシリーズ
  - 新世紀GPXサイバーフォーミュラSAGA ROUND5 SAKURA（弁護士）
  - 新世紀GPXサイバーフォーミュラ SAGAII ROUND3 鋼鉄のマイスタージンガー（レースアナウンス）
- プリズム☆ま〜じカル まじかる☆ドラマCD（2010年、小野寺凍仁）
- 魔法少女リリカルなのは サウンドステージシリーズ（ザフィーラ）
  - 魔法少女リリカルなのはA's サウンドステージ01 - 03
  - 魔法少女リリカルなのはStrikerS サウンドステージ 02・03
  - 魔法少女リリカルなのはStrikerS サウンドステージM4 10thSP（『メガミマガジン』2009年9月号付録［Vol.112］）
- 魔法少女リリカルなのは The MOVIE 2nd A's ドラマCD付き特別鑑賞券 Side-Y（ザフィーラ）
- 魔法少女リリカルなのは Reflection【なのは&はやて編＋ボーナストラックVivid Strike! フーカ編】（ザフィーラ）
- 夢見る貝（上蔵達吉）[66]

#### BLCD
- 愛だろ、愛!! -山田ユギバンブーセレクションCD-「さすらい」（落合）
- 愛と欲望は学園で 1 - 2（両国一位）
- YEBISUセレブリティーズEncore（アルベルト）
- 王様と私
  - 王様と私 Vol.1（長田、ウィリアム）
  - 王様と私 Vol.2（長田、ウィリアム、カイエ）
- からめ手で口説いて（高刀総介）
- 絆 -KIZUNA- シリーズ（円城寺圭）
  - 絆 -KIZUNA- 天下無敵の挑戦状 DRAMA SPECIAL Vol.1・2
  - 絆 -KIZUNA- 天下無敵の挑戦状 SONG SPECIAL Vol.3
  - 絆 -KIZUNA- YOU'RE ALL…
  - 絆 -KIZUNA- 2 - 5
- キスより簡単（関祐介）
- 君の中のパラディアーム ドラマCD 火の章（ベルノワール） 
  - 君の中のパラディアーム ドラマCD 水の章（ベルノワール）
- 共犯 シリーズ（國武馨）
  - KYOUHAN 〜共犯〜
  - 真夜中の純情 〜KYOUHAN2〜
- 黒いチューリップ2 〜恋の奴隷 試写会!（うろつきくん）
- 豪華客船 シリーズ（リン）
  - 豪華客船で恋は始まる6
  - 豪華客船でときめきは始まる
- 恋するジュエリーデザイナー（アントニオ・ガヴァエッリ）
- スーツを脱いだあと…（氷室龍也）
- 誓約のうつり香（真柴俊介）
- 店内恋愛（室井一誠）
- 是 -ZE- シリーズ（和記）
  - 是 -ZE-
  - 是 -ZE- 2 玄間&氷見篇
  - 是 -ZE- 3 守夜&隆成篇
  - 是 -ZE- 4
- 喰蝶花（慈十蘭）
- ニュースセンターの恋人（沙生正彦）
- パール シリーズ（三神怜司）
  - よくばりなパール
  - わがままなパール
  - きまぐれなパール
- BE×BOY CD COLLECTION 疵 スキャンダル（有賀祐介）
- 腐男子召喚〜異世界で神獣にハメられました〜（ジル[67]）
  - 腐男子召喚〜異世界で神獣にハメられました〜 - 7巻付属[38]
- 香港恋愛夜曲（エドワード・華）
- 毎日晴天! シリーズ（木村龍）
  - 花屋の二階で 毎日晴天! 3
  - 子供の言い分 毎日晴天! 4
  - 竜頭町三丁目 帯刀家の迷惑な日常 毎日晴天! 5
  - 子供たちの長い夜 毎日晴天! 6
  - 君が段取りをする時間 毎日晴天! 番外編（Chara全員サービス）
- 恋愛契約 シリーズ（花房敬吾）
  - ロマンティックな恋愛契約
  - ドラマティックな恋愛契約

### 吹き替え

#### 担当俳優
スティーヴ・ヴァレンタイン
- アヴァロン 千年の恋（ムーア先生）
- ティーン・ビーチ・ムービー（レス・カマンベール）
- ブログ犬 スタン シーズン3 #21（ラルフ）
- 爆音家族（デレク・ジュピター）

#### 映画
- 石ころの夢（イム・サンヒョン〈チャ・インピョ〉）
- 恋人たちのパレード（チャーリー・オブライエン〈ポール・シュナイダー〉）
- DENGEKI 電撃
- 友へ チング ※ソフト版（関西弁）
- ふたりの男とひとりの女（ディッキー・サーマン〈ダニエル・グリーン〉）
- ロミオ・マスト・ダイ

#### テレビドラマ
- ザ・グローリー 〜輝かしき復讐〜（チェ・ドンギュ刑事）
- 名探偵モンク

#### アニメ
- タンタンの冒険（アランの手下、少佐 他）
- レゴニンジャゴー ザ・ムービー（ウー先生）

### デジタルコミック
- ブラックジャックによろしく（2013年、誠同院長）

### 特撮
2014年
- 烈車戦隊トッキュウジャー（シャボンシャドーの声）

2015年
- 仮面ライダードライブ（眼魔の声）
- 仮面ライダーゴースト（ナレーション）

2020年
- 魔進戦隊キラメイジャー（ゴルフ邪面の声）

2023年
- 仮面ライダーガッチャード（2023年 - 2024年、ゴルドダッシュの声、カマンティスの声、デイブレイクゴルドダッシュの声、ヨアケルベロスの声、ケルベロスマルガムの声、ダイオーニの声）
- 仮面ライダー THE WINTER MOVIE ガッチャード&ギーツ 最強ケミー★ガッチャ大作戦（ゴルドダッシュの声、カマンティスの声）

2024年
- 仮面ライダーガッチャード ザ・フューチャー・デイブレイク（ゴルドダッシュの声）

### パチンコ・パチスロ
- Pデビルマン 〜疾風迅雷〜（2021年、悪魔王ゼノン[71]）

### ラジオ
- トリニティ・ブラッド：Rage Against the Moons（アベル・ナイトロード）
- BL-PARADISE（2004年4月9日 - 2005年5月27日、高城元気とともにパーソナリティーを務める）
- 和矢・久美のタラレバニラ（どこでもUSEN）
- 和矢・久美のタラレバニラNEO（Galge.com：2008年6月10日 - ）
- 花園BL倶楽部（Galge.com：2009年1月14日 - ）
- 軽茶しんどろ〜む（Voice・Love・Network：2009年9月10日 - 2010年11月 / 音泉 : 2010年12月9日 - ）
- AXL ラジオ かしましコミュニケーション 異文化交流アワー!（音泉 : 2010年2月12日 - ）

### 音楽CD
- ザウスボーカルコレクション vol.3（2006年2月24日）

### ナレーション
- HERO 第1話（2001年、フジテレビ）アニメのナレーション
- おもいッきりテレビ（日本テレビ）コーナー「なるほどなっとく」のナレーション[72]
- 魚種格闘技戦（BS釣りビジョン）[72]
- ハイパーエキスパート（BS釣りビジョン）[72]
- 釣りバカ日誌紀行（CS衛星劇場）[72]
- 山田邦子のフィッシュッシュ（BS釣りビジョン）[72]

### 映像商品
- 魔法少女リリカルなのは15周年記念イベント「リリカル☆ライブ」（2020年）